# Sándor Peics
Aleksandar Peics, conosciuto anche come Sándor Peic o Alexandre Peic (Pécs, 10 ottobre 1899 – 1965), è stato un calciatore e allenatore di calcio ungherese.

## Carriera
Come calciatore ha giocato in patria per l'Újpest, vestendo in un'occasione anche la maglia della nazionale ungherese, mentre in Italia ha militato nelle file dell'Hellas Verona.
Ha poi intrapreso la carriera di allenatore, guidando tra gli altri Prato, Cosenza, Cerignola, La Chaux-de-Fonds, Hellas Verona, Perugia, AUSA Foligno, Rimini,, Belenenses, Sporting Lisbona e Vitória Guimarães.